# Acrolyta aporiae
Acrolyta aporiae là một loài tò vò trong họ Ichneumonidae.